# 奥雷姆斯基
奥雷姆斯基（羅馬化：Olymskiy）是俄罗斯库尔斯克州的市级镇，属卡斯托尔诺耶区，位于顿河流域内贝斯特拉亚索斯纳河一支流奥雷姆河畔，地处库尔斯克州东部，在区行政中心卡斯托尔诺耶南、州府库尔斯克东方，靠近该州与沃罗涅日州的州界。西侧有同属一区的市级镇新卡斯托尔诺耶。
该地2021年人口有2,172人；2010年人口2,618；2002年人口3,201；1989年人口6,373。